# كاتارينا هيملر
كاتارينا هيملر (بالألمانية: Katharina Himmler)‏ هي متزلجة ألمانية، ولدت في 6 يونيو 1975 في ميونخ في ألمانيا.

## وصلات خارجية
- كاتارينا هيملر على موقع الاتحاد الدولي للتزلج (ركوب لوح الثلج) (الإنجليزية)
- كاتارينا هيملر على موقع أوليمبيديا (الإنجليزية)